# Józef Wesołowski (polityk)
Józef Wesołowski (ur. 3 grudnia 1889 w Tarnopolu, zm. 1954 w Katowicach) – polski działacz niepodległościowy, samorządowy i sportowy, kapitan piechoty Wojska Polskiego, inżynier, pierwszy powojenny prezydent Katowic.

## Życiorys
Urodził się 3 grudnia 1889 roku w Tarnopolu, ówczesnym mieście powiatowym Królestwa Galicji i Lodomerii, w rodzinie Hilarego. Około 1910 roku ukończył Instytutu Chemii w Innsbrucku.
Wykazany w stopniu porucznika, w X randze, jako funkcyjny oficer ordynansowy przy c. i k. Komendzie Grupy Legionów Polskich w Piotrkowie. Od 1 września 1915 roku przebywał na stałym urlopie w stopniu szeregowca. Decyzją nr 13765 Naczelnej Komendy Armii z 1 września 1915 roku został zwolniony.
Był żołnierzem 3 pułku piechoty Legionów. W 1918 roku brał udział w rozbrajaniu Austriaków, a rok później w wojnie polsko-ukraińskiej. W 1920 roku uczestniczył w wojnie polsko-bolszewickiej i był adiutantem gen. Władysława Sikorskiego. 21 grudnia 1920 roku został zatwierdzony z dniem 1 kwietnia 1920 roku w stopniu porucznika, w piechocie, w grupie oficerów byłych Legionów Polskich. 1 czerwca 1921 roku pełnił służbę w Dowództwie 3 Armii, a jego oddziałem macierzystym był 4 pułk piechoty Legionów. Na początku 1922 roku został zdemobilizowany i przydzielony w rezerwie do 4 pułku piechoty Legionów. 8 stycznia 1924 roku został zatwierdzony w stopniu kapitana ze starszeństwem z 1 czerwca 1919 roku i 351. lokatą w korpusie oficerów rezerwy piechoty. Posiadał wówczas przydział w rezerwie do 81 pułku piechoty w Grodnie. W 1934 roku, jako oficer rezerwy pozostawał w ewidencji Powiatowej Komendy Uzupełnień Hrubieszów. Posiadał przydział do Oficerskiej Kadry Okręgowej Nr II. Był wówczas w grupie oficerów „powyżej 40 roku życia”.
Po przejściu do rezerwy pracował m.in. w 1939 roku jako inspektor pracy w Katowicach, a także prowadził działalność konspiracyjną w Armii Krajowej na terenie Krakowa.
27 stycznia 1945 roku Katowice zostały zdobyte przez wojska sowieckie, a pierwszy po II wojnie światowej katowicki Zarząd Miejski zaczął funkcjonować na przełomie stycznia i lutego. Został mianowany na tymczasowego prezydenta 5 lutego 1945 roku, a wraz z tym otrzymał uprawnienia do organizowania Zarządu Miejskiego. Wiceprezydentami zostali: członek PPR Karol Tkocz i bezpartyjny Mieczysław Kłapa. Za najpilniejsze zadania władz miejskich uznano rozwiązanie problemów lokalowych i zlikwidowanie śladów niemieckiej obecności w mieście.
W czerwcu tego samego roku ruszyły prace nad powołaniem stałych organów katowickiego samorządu. 19 czerwca, a drugim posiedzeniu Miejskiej Rady Narodowej Józef Wesołowski związany wówczas z PPS-em został oficjalnie wybrany prezydentem Katowic. 6 września katowiccy radni zebrali się, by dokonać wyboru nowego prezydenta w miejsce ustępującego Józefa Wesołowskiego. Zamianę tę zarządziła III sekretarz KW PPR w Katowicach Jadwiga Ludwińska, zajmująca się w partii sprawami kadrowymi. Mimo sprzeciwu części radnych rezygnację prezydenta przyjęto, a na nowego zaproponowano Zenona Tomaszewskiego vel Sobota. Funkcję prezydenta pełnił do 13 (bądź 6) września 1945 roku.
15 marca 1945 roku został wybrany prezesem Śląskiego Okręgowego Związku Piłki Nożnej, a po nim 20 stycznia 1946 roku funkcję tę objął wicewojewoda Józef Salcewicz. Został też prezesem reaktywowanego w 1946 roku Automobilklubu Śląskiego, a jeszcze w tym samym roku nowym prezesem został Zygmunt Płaczkiewicz.
Zmarł w 1954 roku w Katowicach. Pochowany został na cmentarzu przy ulicy H. Sienkiewicza.

## Ordery i odznaczenia
- Krzyż Niepodległości – 17 marca 1932 „za pracę w dziele odzyskania niepodległości”[22][1][23]